# Rachel Sutton
Rachel Sutton (* in Kent) ist eine britische Jazzsängerin, Liedtexterin und Schauspielerin.

## Leben und Wirken
Rachel Sutton stammt aus Kent und ist mit Jazz und der Musik von Stevie Wonder und Joni Mitchell aufgewachsen. Nach ihrem Theaterstudium an der Glamorgan University und dem Welsh College of Music and Drama spielte sie Hauptrollen in Shakespeare-Stücken. Zu Beginn der 2010er Jahre sang sie in dem preisgekrönten Rock-Musical The Inconsiderate Aberrations of Billy the Kid in Edinburgh. Auch wurde ihre Rolle in Roland Perrins Lansky: The Mob's Money Man in London von der Kritik beachtet.
Als Sängerin trat Sutton bei den Edinburgh und New York Fringe Festivals auf, des Weiteren in Jazzclubs und Jazz-Spielstätten in Großbritannien und im Ausland. 2020 legte sie ihr Debütalbum A Million Conversations (33 Records) vor, das sie mit Roland Perrin (Piano), Michael Curtis Ruiz (Kontrabass), Paul Robinson (Schlagzeug) und Stuart Brooks (Trompete) aufgenommen hatte. Es enthält von ihr mit Perrin geschriebene Kompositionen neben den beiden Standards „Brother, Can You Spare a Dime?“ und „Evil Gal Blues“ sowie je einem Song von Leonard Feather und Lionel Hampton. Der Blog Bebop Spoken Here hob die hohe Qualität ihrer Songtexte hervor; das Jazz Journal lobte Suttons „ehrlichen, emotional kontrollierten Gesang, ohne Manierismus oder unnötige Details.“ Sammy Stein hob in Jazz View ihre natürlich wirkende Fähigkeit hervor, gelegentlich bei einzelnen Noten knapp unter dem Ton zu singen und dann auf den Ton zu gehen; er kam zu dem Urteil „beeindruckendes Album“, dessen Musik „von höchster Qualität“ sei.